# Georges De Baets
Georges De Baets (Zwevezele, 14 maart 1931) is een Belgisch emeritus magistraat.

## Levensloop
Georges De Baets behaalde in 1952 aan de Katholieke Universiteit Leuven de diploma's van doctor in de rechten en licentiaat in het notariaat. Na zijn studies was hij van 1952 tot 1958 advocaat. In 1958 trad hij toe tot de magistratuur. Hij was achtereenvolgens:
- 1958-1961: substituut-krijgsauditeur te velde
- 1961-1962: substituut-procureur des Konings
- 1962-1974: rechter in de rechtbank van eerste aanleg in Gent
- 1963-1972: onderzoeksrechter in de rechtbank van eerste aanleg in Gent
- 1974-1976: ondervoorzitter van de rechtbank van eerste aanleg in Gent
- 1976-1984: raadsheer in het hof van beroep in Gent
- 1984-1985: kamervoorzitter in het hof van beroep in Gent
- 1985-1993: raadsheer in het Hof van Cassatie
- 1992-1993: eerste Nederlandstalige voorzitter van het Wervingscollege der magistraten
- Op 25 januari 1993 werd hij benoemd tot rechter in het Arbitragehof (later Grondwettelijk Hof). Op 18 oktober 1999 werd hij in opvolging van Louis De Grève voorzitter van de Nederlandse taalgroep. Hij ging met emeritaat op 13 maart 2001. Henri Boel volgde hem als voorzitter van de Nederlandse taalgroep op.